# TVI (Portugal)
Ne doit pas être confondu avec la chaîne de télévision RTL TVI.
Pour les articles homonymes, voir TVI.
Televisão Independente, plus connue sous le nom de TVI, est la quatrième chaîne de télévision portugaise.
Elle est actuellement la chaîne la plus vue du Portugal. Elle appartient au groupe Media Capital qui est détenu par plusieurs sociétés. 

## Histoire de la chaîne
TVI est lancée le 20 février 1993. C'est la seconde chaîne privée du Portugal après la SIC lancée cinq mois plus tôt. Déjà nommée TVI, mais mise à l'antenne comme la 4, TVI était initialement détenue par plusieurs institutions de l'Église catholique comme la radio Rádio Renascença, l'Universidade Católica Portuguesa, l'Editorial Verbo et l'União das Misericórdias, ainsi que par plusieurs actionnaires minoritaires comme la Compagnie Luxembourgeoise de Télédiffusion (CLT) et la société Antena 3 Televisión. Cet actionnariat majoritairement catholique influença les premiers programmes de TVI, qui assumait le rôle de télévision alternative, ciblant plusieurs cibles distinctes à différents moments de la journée : les femmes au foyer et les personnes âgées le matin et la jeunesse l'après-midi.
TVI était célèbre dans les années 1990 pour sa programmation de séries et de films américains, comme X-Files et Alerte à Malibu. Elle a également débauché quelques grands noms de la télévision portugaise, comme Manuel Luís Goucha et Arthur Albarran, mais les audiences étaient toujours inférieures aux niveaux attendus et la chaîne est alors entrée dans une crise financière profonde en 1996.
En 1997, le groupe Media Capital, un des conglomérats de médias les plus importants au Portugal, est entré dans le capital de TVI pour 30 % de la chaîne. TVI a alors changé sa programmation en proposant une grille davantage populiste et sensationnaliste axée sur les telenovelas de production portugaise, puis son leadership en termes d'audiences fut réellement acquis en septembre 2000 avec l'adaptation du programme de télé-réalité Big Brother. Dès lors, la programmation de la chaîne a peu changé et continue à avoir du succès auprès du public portugais.
À l'étranger, on peut voir des séries produites par TVI via la chaîne RTP Internacional.
Depuis 2009, TVI a investi dans des chaînes payantes : la chaîne d'information TVI24 en 2009, la chaîne TVI Internacional et la chaîne TVI Direct consacrée au live de Secret Story PT en 2010, la chaîne consacrée à la fiction TVI Ficção en 2012 et la chaîne thématique de divertissement +TVI.

## Identité visuelle
Le 20 février 2017 à 20h00 (heure locale), lors de son 24e anniversaire, la chaîne est rénovée (habillage, jingles et nouveau logo) ; de même pour sa chaîne internationale : TVI Internacional.

Logo de A Quatro du 20 février 1993 à 20 février 1995
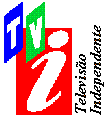
Logo de TVI du 20 février 1995 à 16 septembre 1996
Logo de TVI du 16 septembre 1996 à 3 septembre 2000
Logo de TVI du 3 septembre 2000 à 20 février 2017
Logo de TVI depuis 20 février 2017
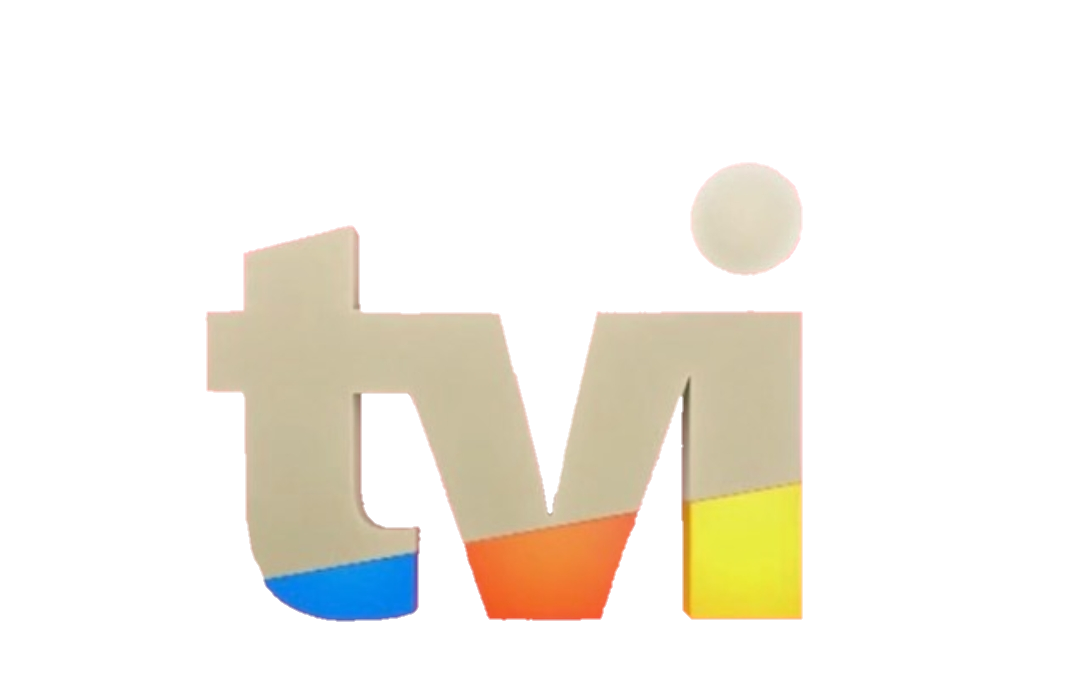
Variant du logo de TVI du Septembre 2020 à 10 septembre 2023
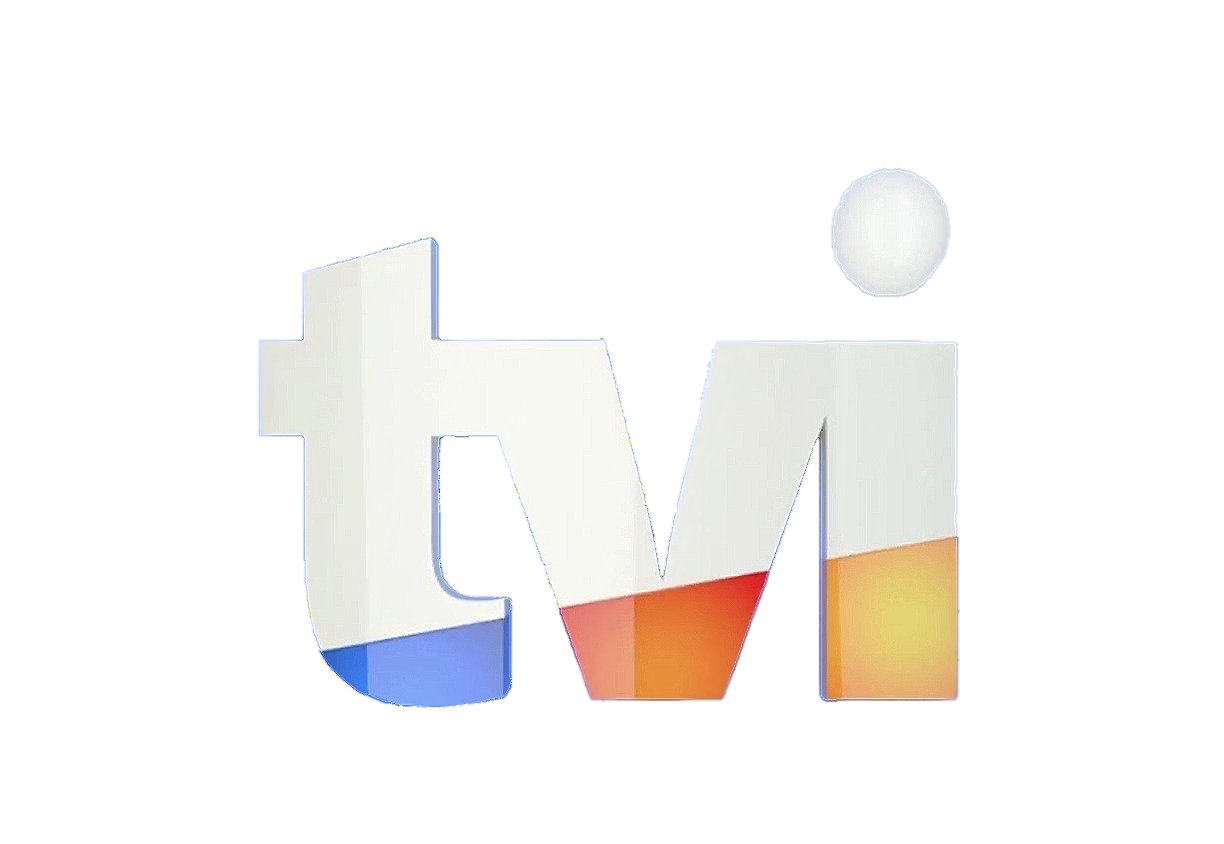
Variante du logo de TVI du Septembre 2021 à 10 septembre 2023

## Organisation

### Dirigeants
| Nom                                                            | Début | Fin          |
| -------------------------------------------------------------- | ----- | ------------ |
| José Ribeiro e Castro                                          | 1993  | 1996         |
| Carlos Cruz                                                    | 1996  | 1998         |
| José Eduardo Moniz (directeur général)                         | 1998  | Actuellement |
| Cristina Ferreira (Directrice de fiction et de divertissement) | 2020  | Actuellement |
| Nuno Santos (directeur d’information)                          | 2020  | Actuellement |
| Bernardo Bairrão                                               | 2010  | ?            |
| João Cortim Figueiredo                                         | 2010  | 2011         |
| José Fragoso                                                   | 2011  | 2012         |
| Luís Cunha Velho                                               | 2012  | 2016         |
| Bruno Santos                                                   | 2017  | 2019         |
| Felipa Garnel                                                  | 2019  | 2020         |

### Capital
Actuellement, TVI est détenue par un groupe de communication sociale appelé Media Capital, comprenant plusieurs sociétés de média portugaises, comme des radios, des titres de presse, des panneaux-réclame et des fournisseurs Internet. Ce groupe a comme président Miguel Pais do Amaral. Le principal actionnaire est le groupe espagnol Prisa. En juillet 2017, Altice annonce l'acquisition de Media Capital auprès de Prisa, pour environ 440 millions d'euros.

## Programmes
Depuis les années 2000, TVI est la chaîne la plus regardée du Portugal avec une programmation basée en semaine sur 5 heures quotidiennes de talk-shows visant un public féminin et âgé, des journaux de 2 heures, et un prime-time composé chaque soir de télé-réalités et de 3 telenovelas.
Les films et les séries américaines sont relégués, en semaine, durant la nuit.
Le week-end, TVI propose le matin des programmes familiaux : un bloc jeunesse "Kid Kanal" de dessins animés produits par Nickelodeon, et 3 épisodes en rediffusion de la série portugaise Inspector Max produite en 2004-2005 qui est fortement inspirée de Rex, chien flic. Le samedi après-midi est consacré aux séries et films d'action américains, tandis que le dimanche après-midi est diffusé un programme de 6 heures appelé "Somos Portugal" consacré à la chanson populaire portugaise (essentiellement de la "música pimba").

### Information
- Diário da Manhã
- TVI Jornal
- TVI - Em cima da hora
- Jornal Nacional

### Fiction
TVI a beaucoup investi dans la fiction portugaise en l'an 2000 avec la production conjointement avec NBP (Fealmar, Casa da Criação - désormais Plural) de plusieurs feuilletons et séries qui lui ont donné d'excellentes audiences, face aux autres chaines concurrentes comme SIC et RTP1. Plusieurs pays ont acheté les droits de diffusion de ces feuilletons et séries portugaises, comme plusieurs pays d'Amérique latine, ainsi que les États-Unis, la Roumanie, le Venezuela, la Hongrie ou le Vietnam.

### Telenovelas
Modèle:Colunas

### Séries portugaises
- Trapos e Companhia (1994)
- Crianças SOS (2000)
- Super Pai (2001)
- A Jóia de África (2002)
- Olá Pai (2003)
- Morangos com Açúcar (2003-2012)
- Ana e os Sete (2003/2004)
- Inspector Max (2004/2005)
- Os Serranos (2005/2006)
- O Clube das Chaves (2005)
- O Bando dos Quatro (2006)
- Massa Fresca (2016)
- Inspetor Max (2016-2017)

### Séries étrangères à l'antenne
- Dr House
- Frasier IX
- Las Vegas
- Charmed
- Monk
- No Limite do Mal
- O Protector
- Dias de Verão
- Hannah Montana
- The Office
- Homeland

### Émissions
- AB... Sexo (Émissions proposant des clarifications sur le sexe à partir de 23:00/00:00)
- Cartaz das Artes (Émission basée sur la peinture/sculpture)
- Cinebox (Émission basée sur le cinéma)
- deLUXe (Émission basée sur les soirées Jet Set portugaises)
- Euromilhões
- Fiel ou Infiel? (Émission basée sur la fidélité des couples)
- Maxmen TV (Émission destinée aux hommes)
- Separar Vai Colar
- Superliga Noticias
- Você Na TV
- A Tarde é Sua (auparavant As Tardes da Júlia)
- Secret Story - Casa dos Segredos
- Big Brother VIP
- Uma Cancão Para Ti (version portugaise de l'émission italienne "Ti lascio una canzone")
- Dois às 10
- Goucha

### Jeunesse
- As Aventuras de Jackie Chan
- Batatoon
- Casper
- Dan Dare
- Duel Masters
- Les Supers Nanas
- Spiderman
- Trollz
- Digimon
- Sonic Underground
- Heathcliff
- Doug
- Cinderela
- Voltron
- A Lenda de Zorro
- As Navegantes da Lua
- Alvin e os Esquilos
- Dartacão
- Cow e Chicken
- Eu sou o Weasel
- Minhoca Jim
- Homens de Negro
- Os Meus Padrinhos são Mágicos
- Samurai X
- Winx Club
- Beyblade
- Dinosaur King
- Bakugan Battle Brawlers
- SpongeBob
- Mighty Max
- Cemeno
- B-Daman
- Shadow Raiders

## Audiences
| 1993 | 1994  | 1995  | 1996  | 1997  | 1998  | 1999  | 2000  | 2001  | 2002  | 2003  | 2004  | 2005  | 2006  | 2007  | 2008  | 2009  | 2010  | 2011  | 2012  | 2013  |
| ---- | ----- | ----- | ----- | ----- | ----- | ----- | ----- | ----- | ----- | ----- | ----- | ----- | ----- | ----- | ----- | ----- | ----- | ----- | ----- | ----- |
| 6,6% | 14,7% | 13,8% | 12,3% | 12,1% | 13,1% | 17,4% | 22,4% | 34,8% | 35,1% | 32,5% | 33,1% | 34,9% | 34,8% | 34,3% | 36,0% | 35,0% | 27,5% | 25,7% | 26,7% | 24,6% |

|                       | Janvier | Février | Mars  | Avril  | Mai   | Juin  | Juillet | Août  | Septembre | Octobre | Novembre | Décembre | Moyenne annuelle |
| --------------------- | ------- | ------- | ----- | ------ | ----- | ----- | ------- | ----- | --------- | ------- | -------- | -------- | ---------------- |
| 2014                  |         |         |       |        |       |       |         |       |           |         |          |          | 23,5%            |
| 2015                  | 23,0 %  | 23,0 %  | 23,3% | 24,0 % | 23,7% | 22,3% | 21,5%   | 20,9% | 21,6%     | 22,4%   | 21,8%    | 22,5%    | 22,5%            |
| 2016                  | 22,4%   | 22,5%   | 22,4% | 22,3%  | 22,6% |       |         |       |           |         |          |          |                  |
| 2017[réf. nécessaire] | 14,7%   | 15,6%   | 14,9% | 15,4%  |       |       |         |       |           |         |          |          |                  |

## Système de classification
Tout comme les autres chaînes nationales publiques et privées généralistes (RTP1, RTP2, SIC, etc.), TVI utilise un système de classification pour chaque émission diffusée à l'antenne. Cependant, certaines chaînes du câble peuvent utiliser le système de classification espagnol.
| Icône      | Niveau | Niveau   | Description                        | Affichage                                     |
| ---------- | ------ | -------- | ---------------------------------- | --------------------------------------------- |
| sans cadre | 1      | TODOS    | Tous publics                       | s'affiche pendant 10 secondes                 |
| sans cadre | 2      | 10AP     | Déconseillé aux moins de 10 ans    | s'affiche pendant 10 secondes                 |
| sans cadre | 3      | 12AP     | Déconseillé aux moins de 12 ans    | s'affiche pendant 10 secondes                 |
| sans cadre | 4      | 16       | Déconseillé aux moins de 16 ans*   | s'affiche pendant 10 secondes                 |
| sans cadre | 5      | 16 ou 18 | Interdit aux moins de 16 ou 18 ans | s'affiche pendant toute la durée du programme |

*s'affiche pendant 10 secondes et devient par après l'icône du niveau 5.